# Język kulisusu
Język kulisusu (kalisusu, kolensusu, kolinsusu), także koloncucu (kolongcucu) – język austronezyjski używany w prowincji Celebes Południowo-Wschodni w Indonezji. Według danych z 1999 roku posługuje się nim 22 tys. osób.
Jego użytkownicy zamieszkują północno-wschodni fragment wyspy Buton. Jest blisko spokrewniony z językami taloki i koroni. Nie występują znaczne różnice dialektalne. Pozostaje w powszechnym użyciu w większości sfer życia (przyczynia się do tego stosunkowa izolacja i homogeniczność etniczna regionu). Niektórzy autorzy rozpatrywali go jako dialekt bungku (S.J. Esser, R. Salzner, J.N. Sneddon) bądź wawonii (B.H. Bhurhanuddin).
Pewne osoby posługujące się tym językiem zamieszkują wyspy Tukangbesi oraz wyspę Ternate (wsie Koloncucu i Kasturyan; prowincja Moluki Północne). Blisko spokrewniony język koroni (odnotowany dopiero w latach 90. XX w.) jest używany we wsi Unsongi w prowincji Celebes Środkowy i został poddany wpływom bungku. Społeczność ta wyemigrowała z wyspy Buton; miejscowa tradycja głosi, że nastąpiło to jeszcze przed przybyciem Holendrów. Dialekt wsi Laroue również znalazł się pod wpływem bungku; mógłby zostać bliżej powiązany z koroni, ale Mead uznał go za odmianę kulisusu (zgodnie z identyfikacją samych użytkowników). Język taloki z rejonu wsi Maligano na północno-zachodnim wybrzeżu Butonu (gdzie używany jest też język muna) został wyróżniony w pracy z 1991 r.
Został udokumentowany w postaci słownika i opracowania gramatycznego. Jest zapisywany alfabetem łacińskim.